# Royal Rumble (2014)
Royal Rumble 2014 – gala PPV zorganizowana przez World Wrestling Entertainment, która odbyła się 26 stycznia 2014 roku w Consol Energy Center w Pittsburgh. Była to dwudziesta siódma gala Royal Rumble w historii i pierwsza gala PPV w 2014 roku w WWE. Royal Rumble 2014 było też pierwszą galą WWE w Pittsburgh od Bragging Rights 2009.
Podczas tego wydarzenia odbyło się 5 walk, a walk wieczoru był trzydziestoosobowy Royal Rumble Match, w którym najlepszy okazał się Batista. W walce o pas WWE World Heavyweight Championship lepszy od Johna Ceny okazał się Randy Orton, który utrzymał swój pas.

## Wyniki
| Nr.                                 | Walka                                                                                 | Stypulacja                                                                                               | Czas  |
| ----------------------------------- | ------------------------------------------------------------------------------------- | --- | ----- |
| 1                                   | The New Age Outlaws (Road Dogg & Billy Gunn) pokonali Cody’ego Rhodesa i Goldusta (c) | Tag team match o pas WWE Tag Team Championship                                                           | 7:26  |
| 2                                   | Bray Wyatt pokonał Daniela Bryana                                                     | Singles match                                                                                            | 22:11 |
| 3                                   | Brock Lesnar (z Paulem Heymanem) pokonał Big Showa                                    | Singles match                                                                                            | 01:54 |
| 4                                   | Randy Orton (c) pokonał Johna Cena'e                                                  | Singles match o pas WWE World Heavyweight Championship Zwycięstwo tylko poprzez przypięcie lub poddanie. | 20:54 |
| 5                                   | Batista wygrał po wyeliminowaniu ostatniego zawodnika Romana Reignsa                  | 30-osobowy Royal Rumble match o walkę o pas WWE World Heavyweight Championship na WrestleManii XXX       | 55:10 |
| (c) – mistrz/mistrzowie przed walką |                                                                                       | |       |

### Royal Rumble match[7]
| Lp | Zawodnik                 | Kol. | Wyeliminowany przez               | Czas  | Wyel. |
| -- | ------------------------ | ---- | --------------------------------- | ----- | ----- |
| 1  | CM Punk                  | 27   | Kane                              | 49:12 | 3     |
| 2  | Seth Rollins             | 25   | Reigns                            | 48:31 | 3     |
| 3  | Damien Sandow            | 1    | Punk                              | 02:08 | 0     |
| 4  | Cody Rhodes              | 11   | Goldust                           | 20:50 | 1     |
| 5  | Kane                     | 2    | Punk                              | 00:56 | 1     |
| 6  | Alexander Rusev          | 3    | Kingston, Punk, Rhodes, & Rollins | 06:42 | 0     |
| 7  | Jack Swagger             | 6    | Nash                              | 12:07 | 0     |
| 8  | Kofi Kingston            | 7    | Reigns                            | 12:32 | 1     |
| 9  | Jimmy Uso                | 5    | Ambrose                           | 07:46 | 0     |
| 10 | Goldust                  | 12   | Reigns                            | 11:50 | 1     |
| 11 | Dean Ambrose             | 26   | Reigns                            | 33:46 | 3     |
| 12 | Dolph Ziggler            | 8    | Reigns                            | 05:59 | 0     |
| 13 | R-Truth                  | 4    | Ambrose                           | 00:28 | 0     |
| 14 | Kevin Nash               | 9    | Reigns                            | 02:29 | 1     |
| 15 | Roman Reigns             | 29   | Batista                           | 33:41 | 12    |
| 16 | The Great Khali          | 10   | Reigns, Ambrose & Rollins         | 00:24 | 0     |
| 17 | Sheamus                  | 28   | Reigns                            | 28:11 | 1     |
| 18 | The Miz                  | 16   | Harper                            | 12:01 | 0     |
| 19 | Fandango                 | 13   | Torito                            | 02:45 | 0     |
| 20 | El Torito                | 14   | Reigns                            | 01:26 | 1     |
| 21 | Antonio Cesaro           | 24   | Reigns                            | 16:57 | 0     |
| 22 | Luke Harper              | 23   | Reigns                            | 15:02 | 2     |
| 23 | Jey Uso                  | 17   | Harper                            | 04:21 | 0     |
| 24 | John „Bradshaw” Layfield | 15   | Reigns                            | 00:21 | 0     |
| 25 | Erick Rowan              | 18   | Batista                           | 04:47 | 0     |
| 26 | Ryback                   | 19   | Batista                           | 03:49 | 0     |
| 27 | Alberto Del Rio          | 20   | Batista                           | 02:47 | 0     |
| 28 | Batista                  | -    | ZWYCIĘZCA                         | 12:52 | 4     |
| 29 | Big E Langston           | 21   | Sheamus                           | 02:41 | 0     |
| 30 | Rey Mysterio             | 22   | Rollins                           | 02:00 | 0     |